# Plebiscyt Przeglądu Sportowego 1961
27. Plebiscyt Przeglądu Sportowego na najlepszego sportowca Polski zorganizowano w 1961 roku.

## Wyniki
1. Ireneusz Paliński - podnoszenie ciężarów (492 987 pkt.)
2. Zdzisław Krzyszkowiak - lekkoatletyka (376 424)
3. Ryszard Parulski - szermierka (375 669)
4. Edmund Piątkowski - lekkoatletyka (315 321)
5. Waldemar Baszanowski - podnoszenie ciężarów (272 309)
6. Kazimierz Zimny - lekkoatletyka (250 827)
7. Tadeusz Walasek - boks (244 394)
8. Marian Foik - lekkoatletyka (217 029)
9. Jerzy Wojnar - saneczkarstwo (104 390)
10. Teresa Ciepły - lekkoatletyka (74 114)